# Amou (Landes)
Amou település Franciaországban, Landes megyében. Lakosainak száma 1555 fő (2022. január 1.). Amou Gaujacq, Arsague, Bonnegarde, Brassempouy, Castel-Sarrazin, Nassiet és Bonnut községekkel határos.

## Népesség
A település népességének változása:
| Lakosok száma | 1455 | 1462 | 1481 | 1567 | 1539 | 1543 | 1540 | 1569 | 1565 | 1555 |
|               | 1968 | 1982 | 1990 | 2006 | 2013 | 2015 | 2017 | 2019 | 2020 | 2022 |